# 60 f.Kr.

## Händelser

### Efter plats

#### Rom
- Julius Caesar nedslår ett uppror och erövrar hela Lusitania åt Rom.
- Caesar, Pompeius och Crassus bildar det första triumviratet, en informell politisk allians (eller 59 f.Kr.).

## Födda
- Ptolemaios XIV, farao av Egypten (född detta eller nästa år)

## Avlidna
- Aretas III, kung av Petra